# Епархия Думэ-Абонг-Мбанга
Епархия Думэ-Абонг-Мбанга (лат. Dioecesis Dumensis-Abongensis-Mbangensis) — епархия Римско-Католической церкви с центром в городе Думэ, Камерун. Епархия Думэ-Абонг-Мбанга входит в митрополию Бертуа. Епархия Думэ-Абонг-Мбанга распространяет свою юрисдикцию на департамент О-Ньонг Восточного региона.

## История
3 марта 1949 года Римский папа Пий XII выпустил буллу Quo faciliori, которой учредил апостольский викариат Думэ, выделив его из апостольского викариата Яунде (сегодня — Архиепархия Яунде).
14 сентября 1955 года Римский папа Пий XII издал буллу Dum tantis, которой преобразовал апостольский викариат Думэ в епархию, присоединив её к митрополии Яунде.
17 марта 1983 года епархия Думэ передала часть своей территории для возведения новой епархии Бертуа (сегодня — Архиепархия Бертуа) и была переименована в епархию Думэ-Абонг-Мбанга.
11 ноября 1994 года епархия Думэ-Абонг-Мбанга вошла в митрополию Бертуа.

## Ординарии епархии
- епископ René Graffin (3.03.1949 — 1951);
- епископ Jacques Teerenstra (15.03.1951 — 28.01.1961);
- епископ Lambertus Johannes van Heygen (16.04.1962 — 17.03.1983) — назначен епископом Бертуа;
- епископ Pierre Augustin Tchouanga (17.03.1983 — 24.02.1995);
- епископ Jan Ozga (24.01.1997 — по настоящее время).

## Источник
- Annuario Pontificio, Libreria Editrice Vaticana, Città del Vaticano, 2003, ISBN 88-209-7422-3
- Булла Quo faciliori, AAS 41 (1949). С. 316  (лат.)
- Булла Dum tantis, AAS 48 (1956). С. 113  (лат.)